# Secarias
Secarias ist ein Ort und eine Gemeinde in Portugal.

## Geschichte
Ein hiesiger Dolmen belegt die vorgeschichtliche Besiedlung des Gemeindegebietes. Die erste Siedlung wird auf einen Zeitpunkt vor etwa 5.000 Jahren geschätzt, wie Funde belegen, darunter Pfeilspitzen, Äxte und Schmuckstein-Ketten.
Mit dem Castro da Lomba do Canho befand sich hier eine befestigte Siedlung der Castrokultur, die nach der Eroberung des Gebietes im 2. Jahrhundert v. Chr. von Römern bewohnt und zu einem Militärlager ausgebaut wurde. Der portugiesische Historiker und Archäologe Dr. Castro Nunes fand 1956 die Anlage, die seit 1959 unter Denkmalschutz steht.
Königin D. Teresa gab Secarias an den Bischof von Coimbra, das als eigene Gemeinde seither von Arganil aus verwaltet wird.

## Verwaltung
Secarias ist Sitz einer gleichnamigen Gemeinde (Freguesia) im Kreis (Concelho) von Arganil im Distrikt Coimbra. In ihr leben 395 Einwohner auf einer Fläche von 7 km² (Stand 19. April 2021).
Folgende Ortschaften liegen im Gemeindegebiet:
- Catraia
- Cansado
- Pai Espada
- Secarias
- Vale Peitalva